# Aliens: Space Marines
Aliens: Space Marines, nota anche come Kenner comics, è una serie di 13 mini fumetti pubblicati dalla Dark Horse Comics nel 1992. Essi erano inclusi esclusivamente nelle action figures di Aliens e Aliens vs. Predator realizzate dalla Kenner Products.
Il concetto generale di fumetti - una squadra d'élite che con attrezzature specializzate combatte gli Xenomorfi in tutta la galassia - è derivato dalla serie animata mai realizzata Operation: Aliens, sulla quale si basava in origine la linea di giocattoli della Kenner.
La serie non segue la continuità della linea principali di fumetti della Dark Horse ed ignora gli eventi del film Alien³, seguendo invece le avventure del tenente Ellen Ripley e dei Marines Coloniali dopo gli eventi del film Aliens - Scontro finale. 

## Opera
Nonostante siano stati pubblicati dalla Dark Horse Comics, i mini-fumetti Space Marine sono considerati del tutto separati dalla serie principale dei fumetti Aliens realizzati dalla casa editrice. Inoltre, contrariamente alla stragrande maggioranza dei tradizionali fumetti Aliens e Aliens vs. Predator che presentano racconti cupi e violenti sulle battaglie contro gli Xenomorfi, le storie Space Marines sono invece colorate e spensierate adatte a lettori più giovani.
I primi otto mini-fumetti della serie - da Desert Storm a Fireball - sono state inclusi con alcuni personaggi della prima serie della linea di giocattoli Aliens della Kenner. I fumetti formano una miniserie che racconta la lotta degli Space Marines contro il flagello alieno in tutta la galassia. Ogni episodio termina con un  cliffhanger che viene poi risolto nel fumetto successivo. 
Ulteriori quattro mini-fumetti - da Night Strike ad Ice Storm — sono stati confezionati con alcune delle figure dalla seconda serie della linea di giocattoli della Kenner ed hanno continuato la storia dei fumetti precedenti. 
Un mini-fumetto finale è stato prodotto per la prima versione del set Aliens vs. Predator In quest'ultimo fumetto gli Space Marine non compaiono in quanto la storia presenta uno scontro tra Aliens e Predator.

## Personaggi
Gli Space Marines dei fumetti sono basati sui Marines coloniali del film Aliens - Scontro finale. Sono inoltre presenti alcuni personaggi che sono morti nel film, come ad esempio Apone e Drake (ora promosso a sergente); nessuna spiegazione è data su come sia possibile che queste persone sono ancora vive. In realtà la relazione tra i mini-fumetti e il film è confusa e sebbene diversi personaggi menzionino varie volte quanto accaduto su Acheron, Ripley sembra considerarli persone diverse a quelle che conosceva nel film.
Inoltre l'aspetto fisico dei personaggi nei fumetti è completamente differente da come essi sono stati rappresentati nel film. Bishop è un avanzato androide da combattimento pelato e con una visiera scura sugli occhi, Apone è un uomo di colore munito di un braccio cibernetico, Drake ha i capelli bianchi e la stessa Ripley ha un taglio di capelli differente da quello mostrato nel film. Queste modifiche dell'aspetto fisico dei personaggi sembrano essere legate alla serie animata mai realizzata Operation: Aliens, per la quale i giocattoli Aliens della Kenner sono stati originariamente progettati.

## Aliens: Space MarinesComics
- N. 1 Aliens: Desert Storm (incluso con l'action figure di Bishop)
- N. 2 Aliens: Operation: Rescue (incluso con l'action figure dello Scorpion Alien)
- N. 3 Aliens: Hive War (incluso con l'action figure del Sgt. Apone)
- N. 4 Aliens: Jungle Attack (incluso con l'action figure del Gorilla Alien)
- N. 5 Aliens: Meltdown (incluso con l'action figure del Sgt. Drake)
- N. 6 Aliens: Showdown (incluso con l'action figure di Hicks)
- N. 7 Aliens: Stampede (incluso con l'action figure del Bull Alien)
- N. 8 Aliens: Fireball (incluso con l'action figure di Ripley)
- N. 9 Aliens: Night Strike (incluso con l'action figure dello Snake Alien)
- N. 10 Aliens: Swarm (incluso con l'action figure della Mantis Alien)
- N. 11 Aliens: Terrordome (incluso con l'action figure della Queen Face Hugger)
- N. 12 Aliens: Ice Storm (incluso con l'action figure del Rhino Alien)
- N. 13 Aliens vs. Predator: The Ultimate Battle (incluso con il 2-pack Aliens vs. Predator)